# 手古舞
手古舞（てこまい）とは、本来山王祭や神田祭を中心とした江戸の祭礼において、山車を警護した鳶職のこと。また、もとは「てこまえ（手棍前）」といった。現在一般には、この「てこまえ」の姿を真似た衣装を着て祭礼その他の催し物で練り歩く女性たちのことをいう。

## 解説

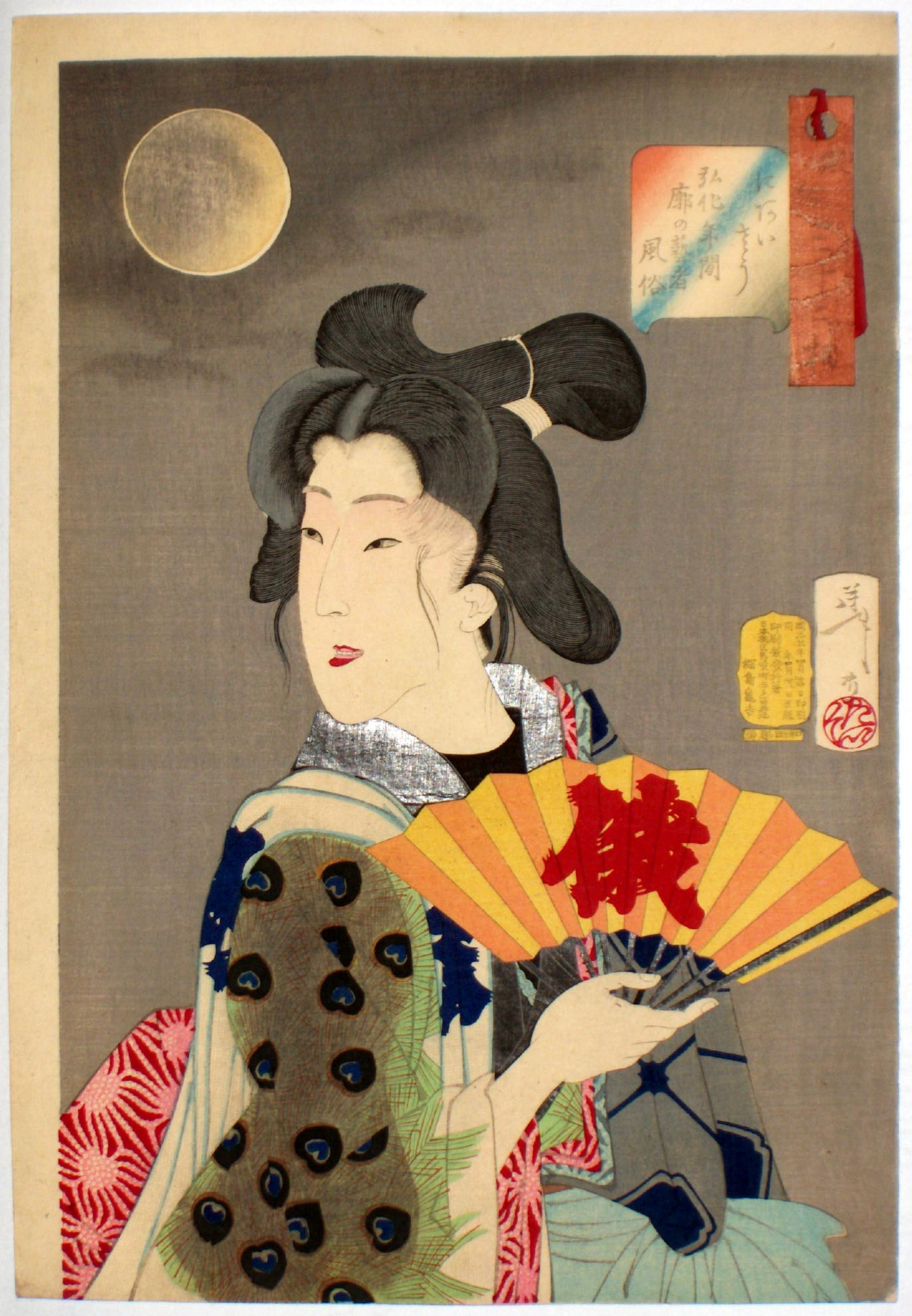
「風俗三十二相　にあいさう　弘化年間廓の芸者風俗」　明治21年（1888年）、月岡芳年画。祭礼の手古舞ではなく、吉原の俄に出た芸者が手古舞の格好をしたもの。

鳶職はその名が鳶口を扱うことからきているが、江戸時代にはほかに「てこ」または「てこの者」とも呼ばれていた。これは鳶の者が土木作業をする際に、手棍（てこ）を使って木や石を動かしたことによる。当時の江戸の町の鳶は、山王・神田の祭礼のときには山車を組み立てその山車を置く山車小屋を建て、さらにその山車を引き回すときには付き添って、木遣を唄いながら警護するのを役目とした。このときの山車に付き添う鳶のことを「手棍前」（てこまえ）と呼んだ。「前」というのは、山車の前に立って道を行き警護したことによるという。「手棍前」は「手古舞」とも書いたが、「舞」というのは当て字らしく、特に祭礼に当たって何か踊るというわけではなかったようである。その格好は派手な着付けにたっつけ袴、花笠（またはざんざら笠という菅笠）を用いるというものであるが、袴をはかず着流しで東からげにするというのもあった。のちに芸者や氏子町の娘たちがこの「手棍前」の格好を真似て、これも山車の引き回しに付き添うようになった。これが現在見られる「手古舞」の起こりである。本来の鳶職による「手棍前」の風俗は幕末にはすでに廃れてしまったものらしく、菊池貴一郎著の『江戸府内絵本風俗往来』には、山車を警護する鳶の「手古舞」の姿が揃いの「印袢纏」であると記されている。しかし歌舞伎や日本舞踊では今もその姿が残されており、往時を偲ばせるものとなっている（『再茲歌舞伎花轢』参照）。
現在花街が断絶した地域においては、地域の若い女性が扮する場合が多く、また小中学生以下の少女(稀に少年)が扮する事も多い。

## 現行での扮装

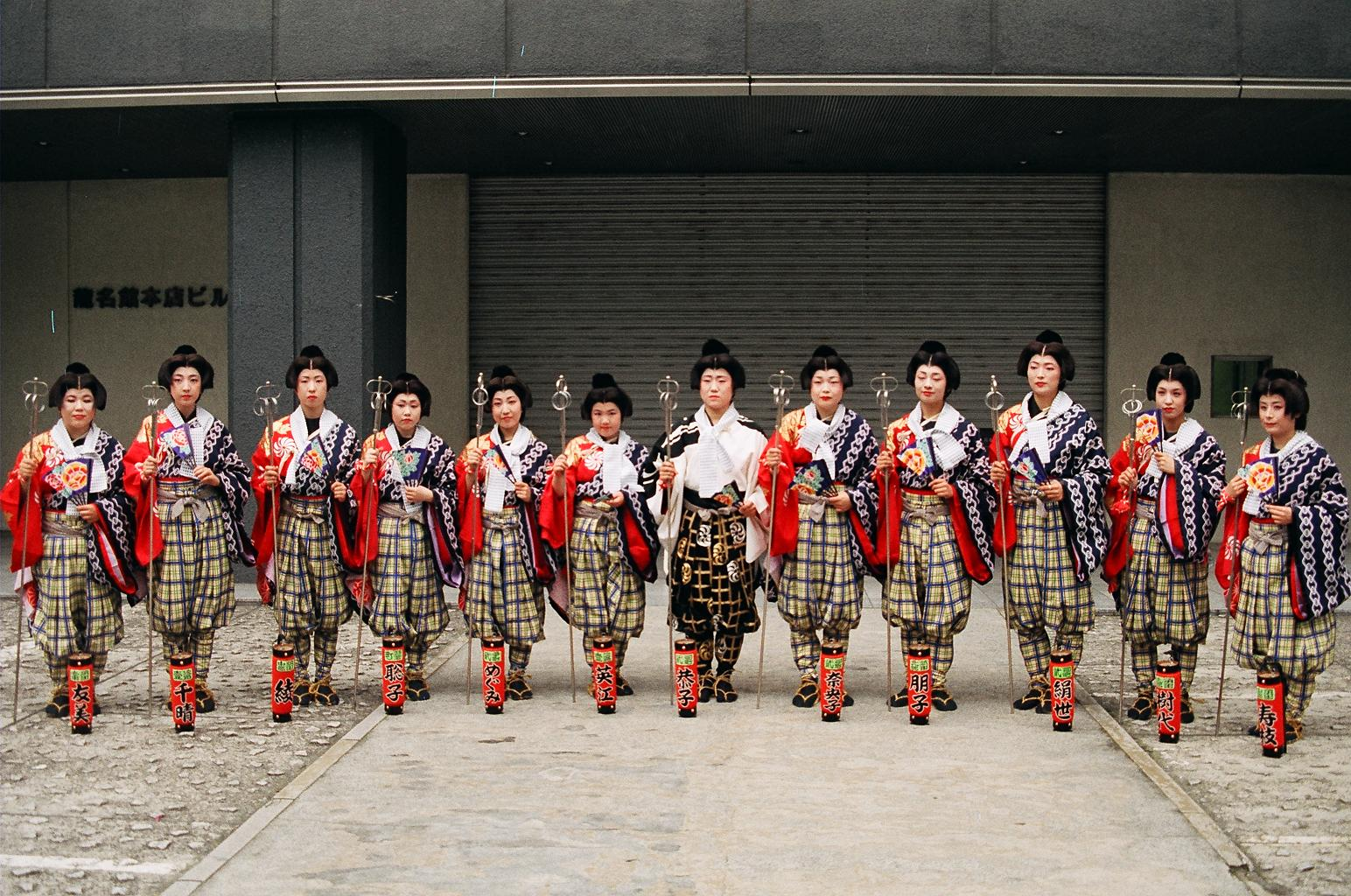
手古舞　神田祭(千代田区)

衣装は、緋色で派手な刺繍をした襦袢の上に、揃いの着付け(袖口が全て開いたかます袖の場合が多い)を片肌脱ぎにして襦袢を見せ、たっつけ袴（膝から下を絞った仕立てのもの）をはき、花笠を背中に背負う。なお手古舞を描いた浮世絵を見ると、古くは着付けの両すそを袴の脇から出して見せていたようである。
化粧は、歌舞伎とほぼ同じ舞台化粧が原則だが、地毛で髪をで結った場合や少女の場合は大人のフォーマルや、民謡舞踊、大衆演劇と同様の厚化粧、バレエと同様な洋風の厚化粧と、結構様々である。
髪型は、古くは銀杏髷と呼ばれる男髷を地毛で結い、現在はその髪型の鬘を被るのが原則だが、地毛で結う場合や少女の場合は男髷に限らず、結綿、桃割れ、稚児髷といった少女風の髪型になる場合も多い。栃木県内では日本髪を結わずに手拭を姉さん被りにする場合もある。
持ち物は、右手に錫杖(上に鉄製の輪が4～6個付く鉄製の金棒)、左手に自分の名前が書かれた提灯を持ち、木遣を唄いながら練り歩く。

## 手古舞が登場する祭礼・催し
- 北海道

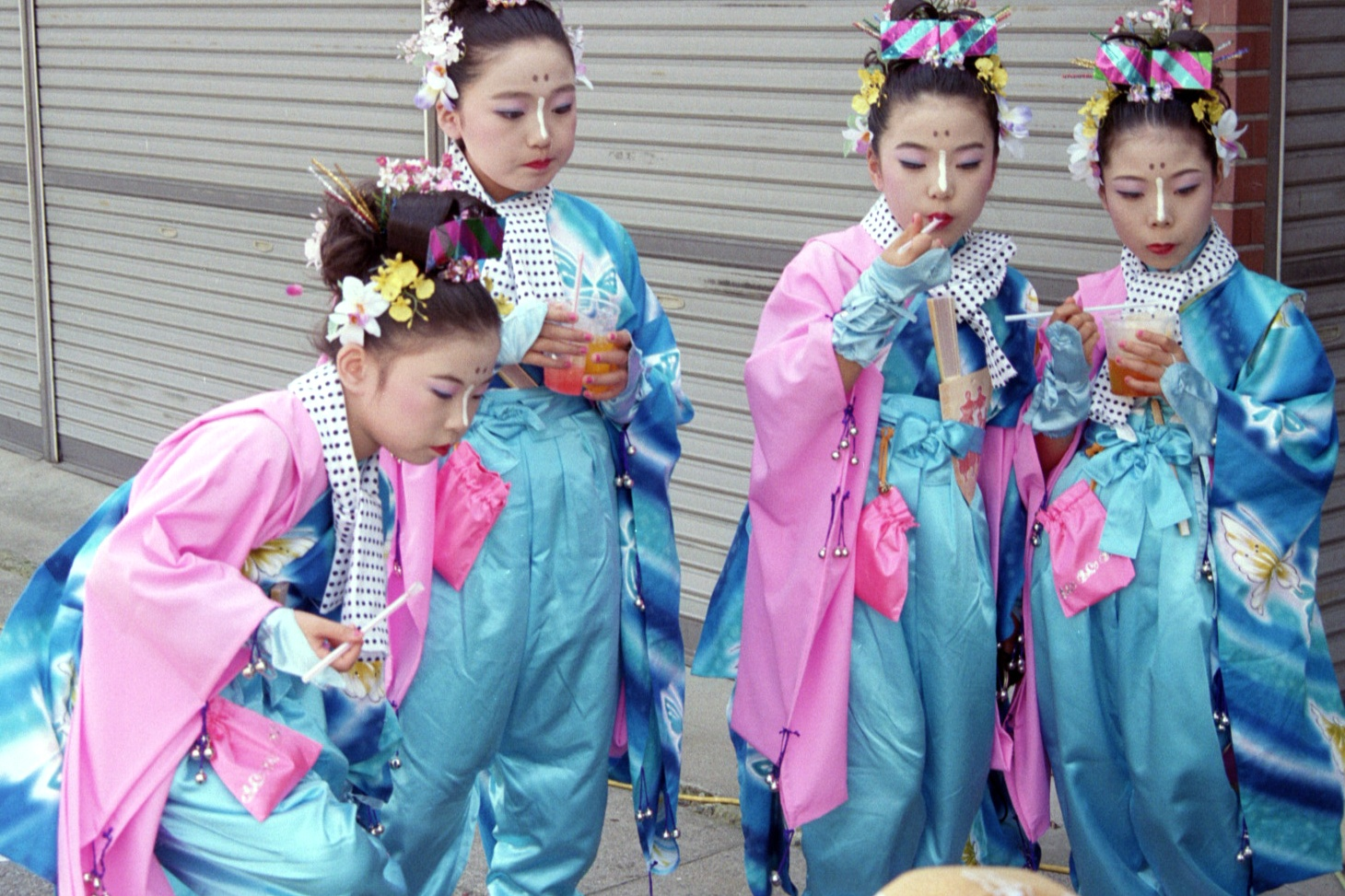
少女の手古舞　伊勢町祇園祭(中之条町)

  - 6月14～16日：札幌まつり　北海道神宮（札幌市中央区）
  - 8月9,10,11日:ねむろ金刀比羅神社例大祭(根室市)
- 東北
  - 8月上旬：八戸三社大祭（八戸市）
  - 9月中旬：盛岡八幡宮例大祭（盛岡市）
- 北関東
  - 4月中旬：小鹿野春祭り(小鹿野町)
  - 4月中旬：日光弥生祭(日光市)
  - 5月8日：花まつり　光泉寺（草津町）(小学生くらいの6名の手古舞が稚児行列を先導)
  - 7月上旬：提灯まつり(久喜市)
  - 7月20日：祇園祭(上尾市)
  - 7月20日～22日：八坂神社大祭 熊谷うちわ祭 筑波区（熊谷市）
  - 7月下旬：夏祭り(真岡市)
  - 7月下旬：藤岡まつり(藤岡市)
群馬県知事選挙、参議院議員選挙の年は8月下旬
  - 7月下旬：原町祇園祭(東吾妻町)
  - 8月上旬：沼田まつり(沼田市)
  - 8月上旬：桐生八木節祭り(桐生市)
  - 8月上旬：大間々まつり(みどり市)
  - 8月上旬：中之条祇園祭(中之条町)
  - 9月上旬：伊勢町祇園祭(中之条町)
  - 9月敬老の日の前後：石岡のおまつり(石岡市)
  - 10月上旬：川越まつり(川越市)
  - 10月上旬：前橋まつり(前橋市)
  - 10月中旬：鹿沼秋まつり(鹿沼市)
  - 11月2～3日：本庄まつり(本庄市)
  - 11月上旬：飯能まつり(飯能市)
  - 11月中旬：とちぎ秋まつり(栃木市)(2年に1度、次回は2020年)
- 南関東
  - 4月中旬：大岡越前祭（茅ヶ崎市）
  - 4月中旬：浅草観音うら一葉桜まつり（台東区）（江戸吉原おいらん道中にて先導）
  - 5月2～3日：青梅大祭（青梅市）
  - 5月中旬：神田祭　神田神社（千代田区、中央区）(大祭は2年に1度、次回は2021年)
  - 5月中旬：三社祭　浅草神社（台東区）
  - 5月中旬：日枝神社例大祭　日枝大神社（川崎市）（土曜夜の神輿渡御行にて小田中央町内会の神輿前を小学生が先導）2023年5月20日 18時半に浅田小学校からスタート
  - 6月上旬：鳥越祭　鳥越神社（台東区）
  - 6月中旬：山王祭　日枝神社（千代田区、港区）(大祭は2年に1度、次回は2020年)
  - 7月上旬：成田祇園祭(成田市)
  - 7月中旬、10月中旬：佐原祇園祭(香取市)
  - 7月15日：夏の大祭　稲毛浅間神社（千葉市稲毛区）(小学生くらいの6名の手古舞が稚児行列を先導)
  - 7月17～19日：行道獅子(三浦市)
  - 8月上旬：例大祭　住吉神社（中央区）(大祭は3年に1度、次回は2021年)
  - 8月中旬：例大祭　富岡八幡宮（江東区、中央区）(大祭は3年に1度、次回は2012年)
  - 8月中旬：例大祭　深川神明宮（江東区）(大祭は3年に1度、次回は2021年)
  - 8月下旬：萩中神社祭礼萩中神社（大田区）(手古舞の人数は年により変わり、いないこともある)
  - 8月下旬：例大祭　諏訪神社（横浜市 港北区 綱島）（西１・２丁目の神輿渡御、宮入にて）
  - 9月中旬：例大祭　牛嶋神社（墨田区）(大祭は5年に1度、次回は2022年)
  - 10月上旬：よこすかみこしパレード（横須賀市）
  - 10月中旬：秋祭り(佐倉市)
  - 11月3日：東京時代祭（台東区）
- その他の地方
  - 1月8～12日：初ゑびす　恵美須神社（京都市東山区）
東映太秦映画村の女優が手古舞のほか江戸芸者等に扮装
  - 1月9～11日：十日戎　今宮戎神社（大阪市浪速区）
幇間と称し南地花街の芸妓が扮する；鬘を被らずに手拭いを被る
  - 8月上旬：新潟まつり（新潟市中央区）
  - 11月3～5日：例祭　富士山本宮浅間大社（富士宮市）